# (14766) 9594 P-L
(14766) 9594 P-L est un objet de la ceinture principale d'astéroïdes extérieure découvert en 1960.

## Description
(14766) 9594 P-L a été découvert le 17 octobre 1960 à l'observatoire Palomar, situé au nord de San Diego en Californie, par Cornelis Johannes van Houten, Ingrid van Houten-Groeneveld et Tom Gehrels.

### Caractéristiques orbitales
L'orbite de cet astéroïde est caractérisée par un demi-grand axe de 3,34 ua, un périhélie de 3,27 ua, une excentricité de 0,02 et une inclinaison de 2,09° par rapport à l'écliptique. Du fait de ces caractéristiques, à savoir un demi-grand axe entre 3,2 et 4,6 ua, il est classé, selon la JPL Small-Body Database, comme objet de la ceinture principale d'astéroïdes extérieure.

### Caractéristiques physiques
(14766) 1960 P-L a une magnitude absolue (H) de 13,7 et un albédo estimé à 0,051.